# Tosin Ajibade
Tosin "OloriSuperGal" Ajibade (Oluwatosin Ajibade; sinh ngày 17 tháng 2 năm 1987) là một người Nigeria nổi tiếng với trang web về lối sống và giải trí của mình, OloriSuperGal.com. Cô cũng là người tổ chức Hội nghị Truyền thông thế hệ mới New Media Conference được tổ chức hàng năm tại Nigeria.

## Giáo dục
Tosin Ajibade có bằng cử nhân Kế toán từ Đại học Bang Lagos. Sau đó, cô nhận được Chứng chỉ về Doanh nghiệp truyền thông của Trường School of Media and Communications, Đại học Pan-Atlantic, Nigeria.

## Công việc truyền thông
Ajibade được biết đến với trang web về lối sống và giải trí OloriSuperGal.com ở Nigeria cũng như một phiên bản Nam Phi. Ajibade bắt đầu làm công việc làm báo từ năm 2009. Cô tạo ra trang blog riêng vào năm 2010. Năm 2011, cô được mời làm tại BlackHouse Media với vai trò là người quản lý web nhưng một năm sau cô đã rời đi để tập trung vào viết blog. Khi bắt đầu viết blog, cô đã làm việc với một số nhà truyền thông như Netng, Tạp chí Acada và Laff Mattaz Incorporated thuộc sở hữu của Gbenga Adeyinka the 1st.
Năm 2014, Ajibade được liệt kê một trong số 100 phụ nữ có ảnh hưởng nhất Nigeria theo YNaija, và blog của cô cũng được xem là một trong những trang có uy tín và phổ biến nhất tại Nigeria.
Cô là người tổ chức Hội nghị Truyền thông thế hệ mới được tổ chức tại NIgeria vào năm 2015 và cũng sẽ được tổ chức vào năm 2016. Hội nghị tập trung vào các khả năng truyền thông thế hệ mới, nhất là truyền thông trực tuyến/kỹ thuật số.

## Vấn đề xã hội
Ajibade sử dụng blog của mình để kêu gọi sự chú ý đến các vấn đề xã hội đặc biệt ảnh hưởng đến phụ nữ và trẻ em gái. Ví dụ điển hình là câu chuyện tấn công tình dục một nữ sinh trường Đại học Queen, cô giáo trong câu chuyện đã lan truyền và thu hút sự chú ý của các cơ quan chức năng.